# Vann Nath
Pour les articles homonymes, voir Nath (homonymie).
Vann Nath (khmer វ៉ាន់ណាត, 5 avril 1946 – 5 septembre 2011) était un peintre, artiste, écrivain et défenseur des droits de l'homme cambodgien. Il a été l’un des écrivains issus de 22 pays à recevoir la prestigieuse bourse Hellman/Hammett, qui honore le courage face à la persécution politique qu’il affronta sous le régime des Khmers rouges. Il a été le huitième Cambodgien à obtenir cette récompense depuis 1995.

## Biographie
Vann Nath naît dans la province  de Battambang, au nord-ouest du Cambodge, et grandit à Wat Sopee. Ses parents sont séparés et il a deux frères et une sœur aînée. Ils survivent en vendant les nouilles khmères appelées nom banchok (នំបញ្ចុក). Ils sont si pauvres que Vann Nath n’a aucune chance de recevoir une éducation avancée. Dès 14 ou 15 ans, il travaille en usine pour 500-600 riels mensuels (moins de 25 cents).
Vann Nath s’intéresse à la peinture en tant que jeune écolier : « J’étais très attiré par la peinture quand  j’allais à la pagode et que je voyais des gens peindre sur le mur du temple ».  Au lieu de continuer à peindre, il prend l’habit de moine de 17 à 21 ans. « Chaque famille a un fils... l’un des fils doit prendre l’habit de moine — c’est considéré comme mauvais pour une famille cambodgienne de ne pas avoir un fils moine », explique-t-il.
Quand sa sœur meurt, Vann Nath quitte la vie religieuse afin d’aider matériellement sa famille. Il s’inscrit dans une école de peinture privée en 1965 : « L’école était loin de chez moi et je ne pouvais m’offrir une bicyclette. Comme la vie de notre famille était difficile, seule ma mère travaillait pour soutenir l’ensemble de la  famille ; elle vieillissait et je devais payer les frais de l’école de peinture ». Plus tard, l’école permet à Vann Nath de travailler sur place au lieu de payer les frais. Au bout de deux ans, il peut monter sa propre entreprise de peinture.
Lors de son arrestation le 7 janvier 1978, Vann Nath travaille dans une rizière de sa province natale de Battambang comme nombre d’autres Cambodgiens. Les Khmers rouges l’emmènent à Wat Kandal, un temple bouddhiste transformé en centre de détention. Ils l’informent qu’il est accusé de violation du code moral de l’Angkar (Parti communiste du Kampuchéa). Il ne comprend pas ce qui lui est reproché.
Les mémoires de Vann Nath et les peintures issues de son expérience de la sinistre prison de Tuol Sleng sont un témoignage puissant et poignant des crimes des Khmers rouges.
Vann Nath était un avocat déclaré de la justice à rendre aux victimes des crimes des Khmers rouges, ce qui apparaît dans ses écrits. Ses mémoires parus en anglais en 1998 et en français en 2008,  Dans l’enfer de Tuol Sleng – L’inquisition khmère rouge en mots et en tableaux (titre original : A Cambodian Prison Portrait: One Year in the Khmer Rouge's S-21 Prison), relatant son expérience à  S-21, constituent le seul compte-rendu écrit par un survivant de la prison. Ils ont également été traduits en suédois.
Vann Nath fut l’un des plus importants artistes du Cambodge. Sa vie ne fut épargnée par son geôlier, Douch, que pour lui faire peindre et sculpter des portraits de Pol Pot. Il joua un rôle important pour aider à ressusciter les arts du Cambodge après des décennies de guerre et génocide.
En 2001 et 2002, Vann Nath travaille de façon intensive avec le cinéaste cambodgien Rithy Panh pour la préparation d’un film documentaire, S21, la machine de mort khmère rouge, où Rithy Panh réunit d’anciens prisonniers et leurs geôliers de l’ancienne prison de Tuol Sleng, aujourd’hui Musée du génocide. Vann Nath est interviewé dans le film et interroge ses anciens tortionnaires.
En reconnaissance de leur œuvre, Vann Nath et Rithy Panh ont reçu conjointement le titre de docteur honoris causa de l’université Paris-VIII le 24 mai 2011.
Malgré sa lutte contre des problèmes de santé de longue date, dont une insuffisance rénale chronique, Vann Nath continue à peindre et à raconter par écrit son expérience sous le régime de Pol Pot. Il meurt en 2011 à Phnom Penh, âgé de 65 ans.

## Publication
- Vann Nath, Dans l’enfer de Tuol Sleng – L’inquisition khmère rouge en mots et en tableaux, traduction de Pascale Haas, Calmann-Lévy, 2008,  (ISBN 978-2-7021-3811-3)

## Bande dessinée
- Matteo Mastragostino (scénario) et Paolo Castaldi (dessin), Vann Nath. Le Peintre des Khmers rouges, La Boîte à Bulles, 2020.